# Партия на националистическото действие (Турция)
Партията на националистическото действие (на турски: Milliyetçi Hareket Partisi, съкратено MHP) е турска крайнодясна националистическа партия. Основана през 1969 година от полковник Алпарслан Тюркеш, партията е свързвана с неофашистката терористична организация Сиви вълци.
На парламентарните избори през 2011 година Партията на националното действие получава 13% от гласовете и 53 места в турския парламент. През юни 2015 година получава 16% от гласовете и 79 депутати, а през ноември – 12% от гласовете и 40 депутатски места.